# Bundesministerium für Umwelt, Klimaschutz, Naturschutz und nukleare Sicherheit

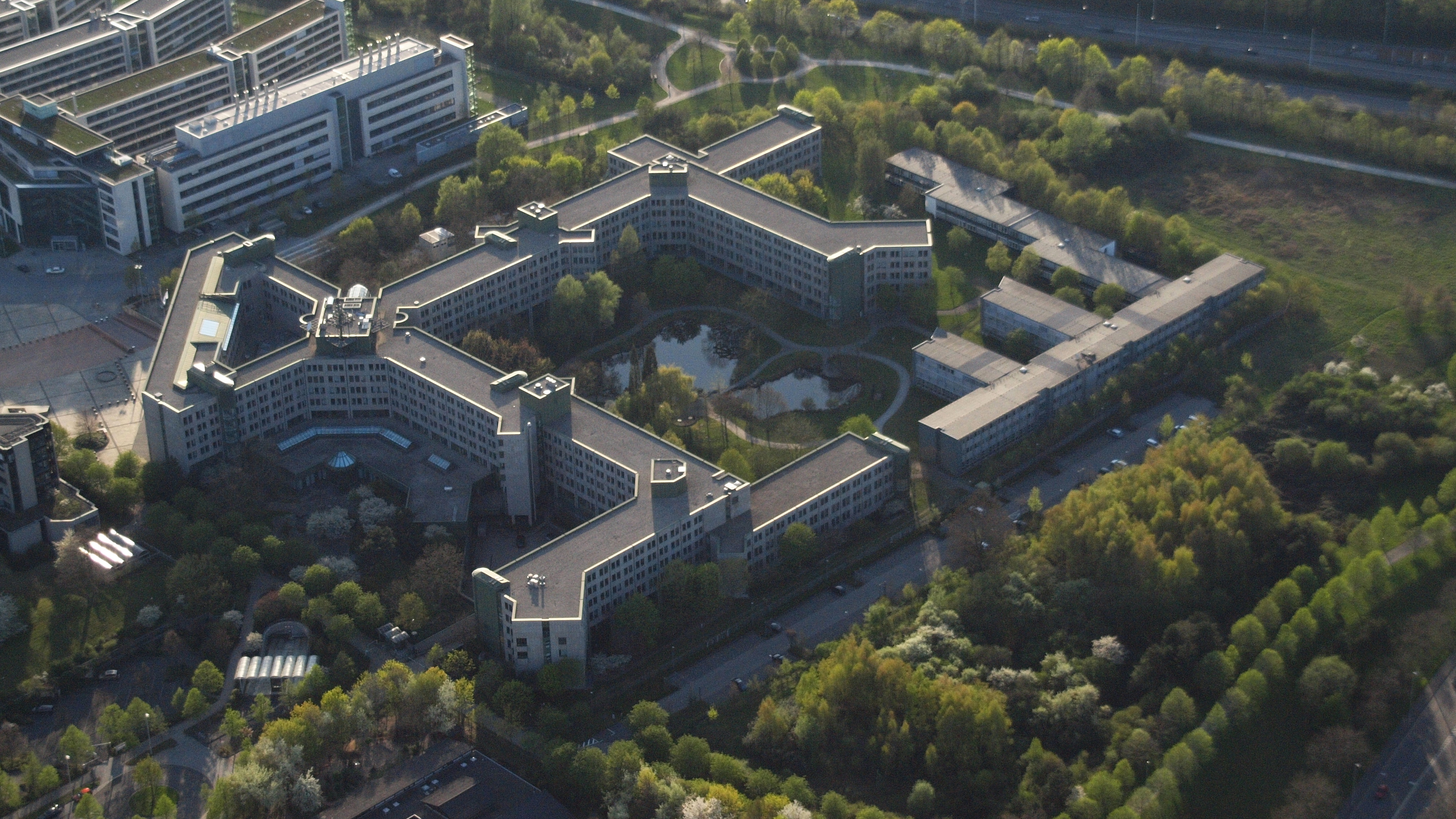
Hauptsitz in Bonn, Luftbild aus dem Jahre 2013

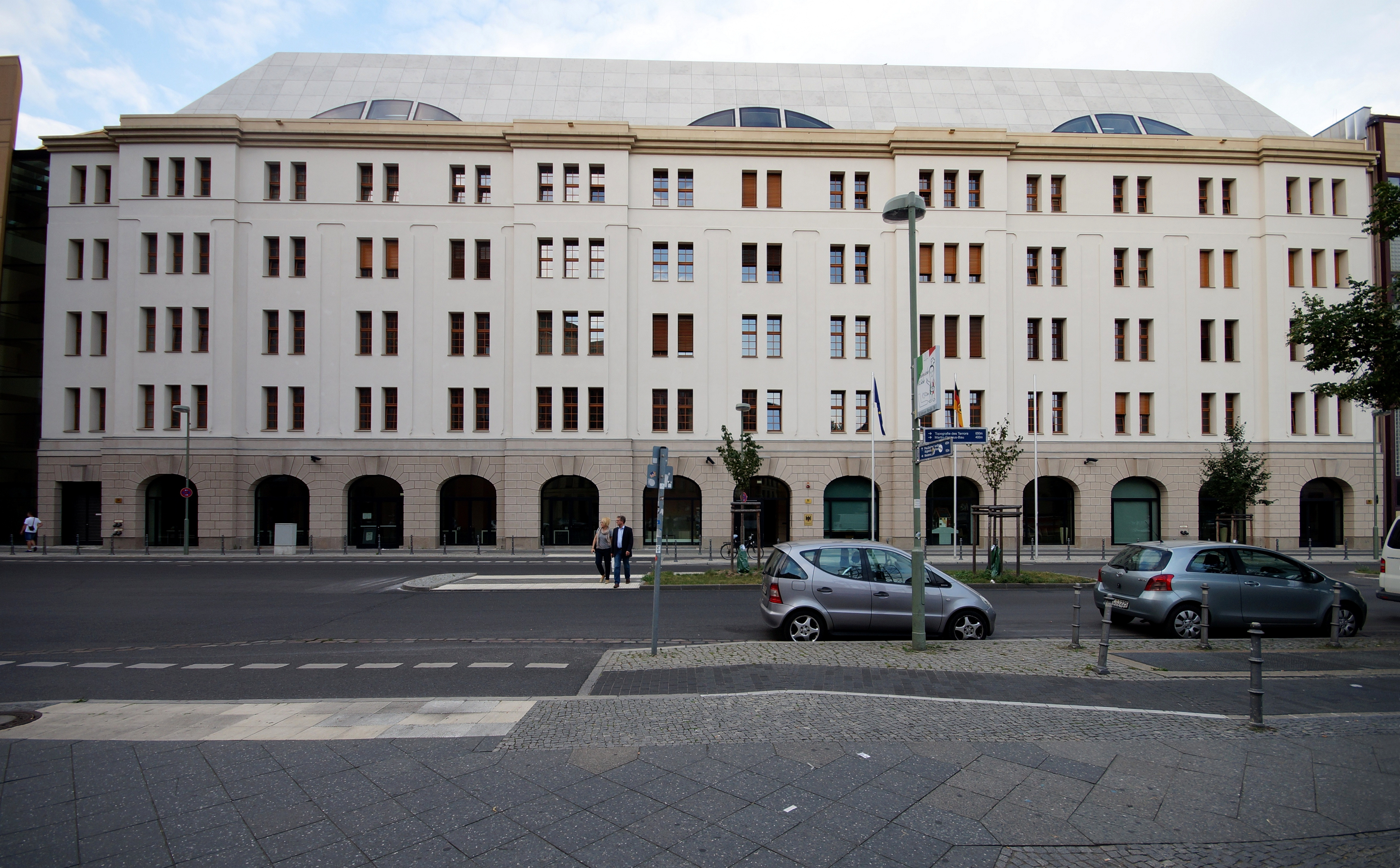
Zweiter Dienstsitz in Berlin-Mitte

Das Bundesministerium für Umwelt, Klimaschutz, Naturschutz und nukleare Sicherheit (kurz BMUKN) ist eine oberste Bundesbehörde der Bundesrepublik Deutschland. Sein Hauptsitz bzw. erster Dienstsitz befindet sich in der Bundesstadt Bonn, sein zweiter Dienstsitz in Berlin. Zuständiger Bundesminister ist im Kabinett Merz seit dem 6. Mai 2025 Carsten Schneider (SPD).

## Geschichte

### Bundesrepublik
Der Entstehung eines Umweltministeriums waren schon zu Beginn der 1970er-Jahre einige Aktivitäten in Sachen Umweltschutz vorausgegangen. Dazu gehörten die Freiburger Thesen, das Parteiprogramm der FDP von 1971, welche als erste der wesentlichen westdeutschen Parteien eine dezidierte Position zum Umweltschutz einnahm. Unter anderem formulierte es, „Umweltschutz hat Vorrang vor Gewinnstreben und persönlichem Nutzen“ und das Recht auf eine „menschenwürdige Umwelt“ ist in Artikel 2 des Grundgesetzes zu verankern. Dazu gehörten dann auch das 1971 beschlossene Umweltprogramm der sozialliberalen Bundesregierung von 1969 bis 1982 und weiteres, etwa zentrale Gesetzeswerke wie das Abfallbeseitigungsgesetz von 1972 und das Bundes-Immissionsschutzgesetz von 1974. Im selben Jahr wurde auch im damaligen West-Berlin das Umweltbundesamt gegründet und der Sachverständigenrat für Umweltfragen als wissenschaftliches Beratungsgremium der Bundesregierung eingerichtet. Zu diesem Zeitpunkt war der Umweltschutz auf die Ressorts von Innen-, Landwirtschafts- und Gesundheitsministerium verteilt.

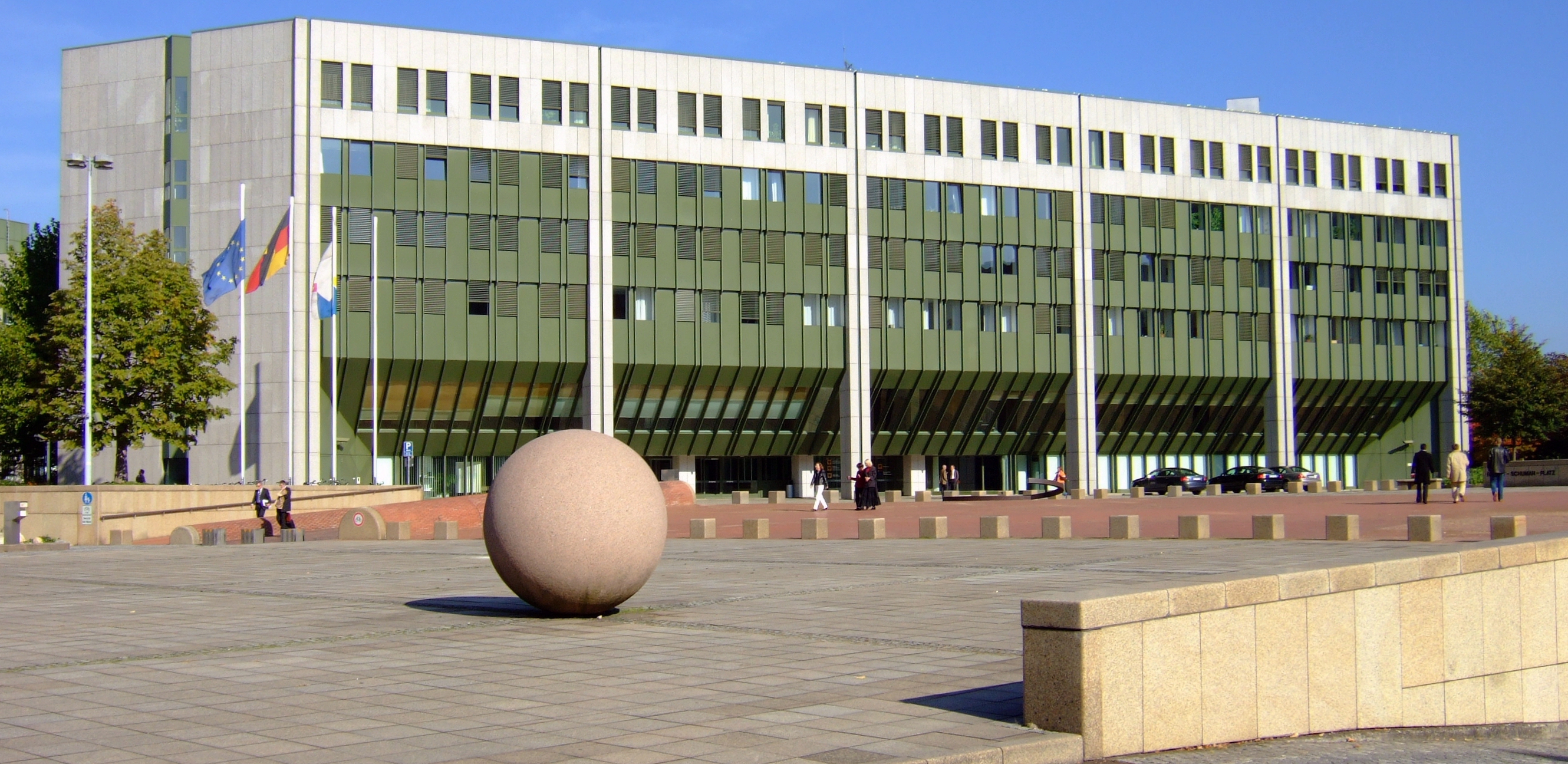
Eingangsbereich zum Hauptsitz des Ministeriums in Bonn

Auslöser für die Gründung des Bundesministerium für Umwelt, Naturschutz und Reaktorsicherheit am 6. Juni 1986 war die Reaktorkatastrophe von Tschernobyl. Das Ministerium wurde etwa fünf Wochen nach der Katastrophe von Tschernobyl gegründet. Die damalige Bundesregierung (Kabinett Kohl II) wollte mit diesem Schritt die Zuständigkeiten auf diesem Sektor unter einem neuen Minister zusammenfassen, um den umweltpolitischen Herausforderungen besser entsprechen zu können. Die französische Deutschlandkennerin Brigitte Sauzay kommentierte dies in ihrem im gleichen Jahr in Paris erschienenen Buch Le vertige allemand mit den Worten: „In Deutschland fühlt sich die gesamte Bevölkerung angesprochen. Das ganze gesellschaftliche Leben steht unter dem Zeichen ökologischer Notwendigkeiten; jede der politischen Parteien, allen voran die CDU, hat diese Auseinandersetzung auf ihre Fahnen geschrieben, um nur ja nicht den Grünen ein wahltaktisch so wichtiges Feld allein zu überlassen.“
Von der Gründung bis 1998 führten ausschließlich CDU-Minister das Ministerium. Der erste, Walter Wallmann, verließ den Posten zehn Monate später, als er hessischer Ministerpräsident wurde. Insbesondere setzte sein Nachfolger Klaus Töpfer (Mai 1987 bis November 1994), späterer Exekutivdirektor des Umweltprogramms der Vereinten Nationen, zahlreiche Änderungen der Umweltgesetzgebung durch. Angela Merkel war im Kabinett Kohl V (November 1994 bis Oktober 1998) Umweltministerin. Sie entließ drei Monate nach Amtsantritt Töpfers langjährigen beamteten Staatssekretär Clemens Stroetmann wegen unüberbrückbarer Differenzen.
In der rot-grünen Koalition von 1998 (Kabinett Schröder I) wurde Jürgen Trittin (Grüne) das Ministeramt übertragen. Damit einher ging wieder eine stärkere Fokussierung auf den Umweltschutz und in bestimmten Bereichen ein Wechsel der umweltpolitischen Ausrichtung, der sich beispielsweise bei den Themen Atomausstieg, Endlagerung radioaktiver Abfälle (siehe AkEnd), Einwegpfand (ab 1. Januar 2003) und Ökosteuer zeigte. Trittin hatte das Amt auch im Kabinett Schröder II inne. Nach der Bundestagswahl 2005 kam es zu einem Regierungswechsel. Die große Koalition (Kabinett Merkel I) berief Sigmar Gabriel (SPD) zum Umweltminister.
Im schwarz-gelben Kabinett Merkel II (2009 bis 2013) wurde Norbert Röttgen (CDU) Umweltminister. Am 16. Mai 2012 gab Bundeskanzlerin Angela Merkel überraschend bekannt, den Bundespräsidenten gebeten zu haben, Minister Röttgen zu entlassen (Näheres im Artikel über Röttgen). Zum Nachfolger wurde Peter Altmaier ernannt.
Der Bundeshaushalt für das Jahr 2011 stellte 6,459 Milliarden Euro für Umweltbelange bereit. Der Haushalt des BMU betrug 1,636 Milliarden Euro, weitere 4,2 Milliarden Euro schlugen als Umweltschutzkredite zu Buche.
Der Etat 2013 wurde am 20. November 2012 im Bundestag beraten; er veranschlagte Ausgaben in Höhe von 1,65 Milliarden Euro – ein leichtes Plus von 54,73 Millionen im Vergleich zu 2012 (17/10815, 17/10814, 17/10823).

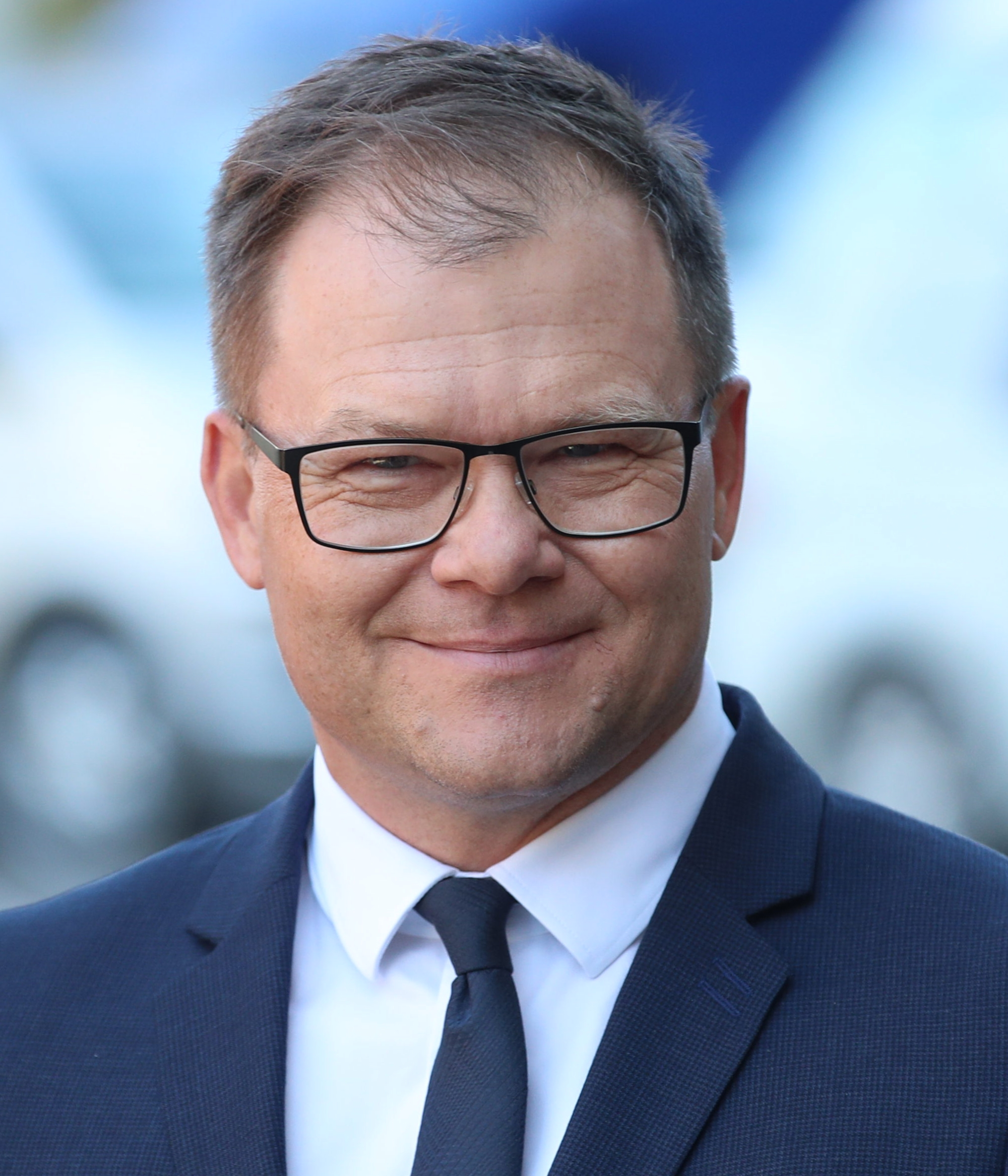
Carsten Schneider (SPD), seit 2025 Bundesminister für Umwelt, Klimaschutz, Naturschutz und nukleare Sicherheit

Im schwarz-roten Kabinett Merkel III wurde der Bereich Bauwesen und Stadtentwicklung am 17. Dezember 2013 durch Organisationserlass der Bundeskanzlerin vom Verkehrsministerium getrennt und an das BMU angegliedert. Dieses trug während der folgenden vier Jahre die Bezeichnung Bundesministerium für Umwelt, Naturschutz, Bau und Reaktorsicherheit (BMUB). Umwelt- und Bauministerin war in dieser Zeit Barbara Hendricks (SPD).
Im schwarz-roten Kabinett Merkel IV wurde der Baubereich wieder vom Umweltministerium abgetrennt und an das Bundesministerium des Innern angegliedert. Die Behörde wurde in Bundesministerium für Umwelt, Naturschutz und nukleare Sicherheit umbenannt, was wieder mit BMU abgekürzt wird. Ministerin war bis 2021 Svenja Schulze (SPD). Im Jahr 2019 erhielt das Bundesministerium vom Bundesrechnungshof eine Rüge für Intransparenz bezüglich in Anspruch genommener, mindestens 600 Millionen Euro teurer, Unterstützungsleistungen bzw. Beratungen im Zeitraum von 2014 bis 2018.
Nach der Ernennung von Bundeskanzler Olaf Scholz am 8. Dezember 2021 ordnete dieser noch am gleichen Tag per Organisationserlass an, dass das Bundesministerium für Umwelt, Naturschutz und nukleare Sicherheit die Bezeichnung Bundesministerium für Umwelt, Naturschutz, nukleare Sicherheit und Verbraucherschutz erhält. Vom 8. Dezember 2021 bis Mai 2025 war Steffi Lemke (Grüne) Bundesministerin für Umwelt, Naturschutz, nukleare Sicherheit und Verbraucherschutz. Dem Bundesministerium wurden mit dem Organisationserlass übertragen: aus dem Geschäftsbereich des Bundesministeriums für Wirtschaft und Klimaschutz alle verbliebenen Zuständigkeiten für Kernenergie und nukleare Sicherheits- und Entsorgungsforschung ohne die Zuständigkeit für die Finanzierung von Rückbau und Entsorgung; aus dem Geschäftsbereich des Bundesministeriums der Justiz die Zuständigkeiten für den Verbraucherschutz, die Verbraucherpolitik, insbesondere auch im Kontext der Digitalisierung, sowie die Verbraucherrechtsdurchsetzung; insbesondere auch die Zuständigkeiten für den Verbraucherschutz in den Bereichen Finanzdienstleistungen, Energie, Nachhaltigkeit sowie im Sozial- und Gesundheitswesen ohne die rechtsförmliche Prüfung in diesen Bereichen und aus dem Geschäftsbereich des Bundesministeriums für Ernährung und Landwirtschaft die Zuständigkeiten für das Verbraucherinformationsgesetz, für die allgemeine Produktsicherheit und für die spezielle Produktsicherheit ohne die Zuständigkeiten für Tabakerzeugnisse, verwandte Erzeugnisse sowie andere Anbauprodukte.
Nach der Wahl von Friedrich Merz zum zehnten Bundeskanzler (Deutschland) der Bundesrepublik Deutschland am 6. Mai 2025 übernahm Carsten Schneider das Amt des Minsters für Umwelt, Klimaschutz, Naturschutz und nukleare Sicherheit. Das Ministerium ist nun wieder primär für den Klimaschutz zuständig. Hierzu zählen auch die Klimapartnerschaften, internationale Klimapolitik und internationale Klimaschutzverhandlungen.

### Deutsche Demokratische Republik
Die Deutsche Demokratische Republik (DDR) hatte bereits 1971 ein eigenes Ministerium für Umweltschutz und Wasserwirtschaft gebildet, 15 Jahre vor der Bundesrepublik. Die längste Amtszeit mit fast 20 Jahren wies Minister Hans Reichelt vom Dezember 1971 bis zum Januar 1990 auf.
Der Naturschutz in der DDR litt unter den Bedingungen der massiven Förderung von Braunkohle, dem starken Chemieprogramm sowie unter der geringen Zahl von Hauptamtlichen. Lange vor dem Mauerfall hatte sich im Land darum eine starke Umweltbewegung herausgebildet. Deren Aktivisten waren Mitglieder des Kulturbundes, Kirchenmitglieder und engagierte Bürger.

## Aufbau
Das Bundesumweltministerium kümmert sich federführend um die Umweltpolitik bzw. die Belange des Umwelt- und Naturschutzes. Geleitet wird das Ministerium vom Bundesminister für Umwelt, Naturschutz und nukleare Sicherheit, dem zurzeit ein beamteter Staatssekretär untersteht. Die vom Minister berufenen beiden Parlamentarischen Staatssekretäre haben keinen Durchgriff auf die Verwaltung.

### Abteilungen
Organisatorisch ist das Ministerium in acht Abteilungen gegliedert:
- Abteilung Z: Zentralabteilung, Verwaltung, Haushalt, Forschung, Digitalisierung
- Abteilung P: Planung, Strategie, Presse und Kommunikation
- Abteilung G: Grundsatz und Dialog
- Abteilung I: Internationales und Europa
- Abteilung T: Transformation – Digitalisierung, Kreislaufwirtschaft, Klimaanpassung
- Abteilung S: Nukleare Sicherheit, Strahlenschutz
- Abteilung V: Verbraucherschutz, Verbraucherrechtsdurchsetzung, Digitale Verbraucherthemen
- Abteilung C: Chemikaliensicherheit, Immissionsschutz und Verkehr
- Abteilung W: Wasserwirtschaft, Gewässer- und Bodenschutz
- Abteilung N: Naturschutz, nachhaltige Naturnutzung, natürlicher Klimaschutz

### Geschäftsbereich
Zum Geschäftsbereich des BMUKN gehören vier Bundesämter:
- das Umweltbundesamt,
- das Bundesamt für Naturschutz,
- das Bundesamt für Strahlenschutz sowie
- das Bundesamt für die Sicherheit der nuklearen Entsorgung.

### Expertenkommissionen, Beiräte etc.
Das BMUKN kann auf die Expertisen und Stellungnahmen verschiedener sachverständiger Gremien zurückgreifen, namentlich auf den Rat von Sachverständigen für Umweltfragen (SRU), den Wissenschaftlichen Beirat der Bundesregierung Globale Umweltveränderungen (WBGU), die Reaktor-Sicherheitskommission (RSK), den Kerntechnischen Ausschuss (KTA), die Strahlenschutzkommission (SSK), die Entsorgungskommission (ESK), die Kommission für Anlagensicherheit (KAS) und den Umweltgutachterausschuss (UGA).

## Beteiligungsverwaltung
Das BMUKN verwaltet die Beteiligung des Bundes an den folgenden Unternehmen:
- BGZ Gesellschaft für Zwischenlagerung mbH (100 %)
  - Brennelement-Zwischenlager Ahaus GmbH (100 %)
  - Brennelementlager Gorleben GmbH (100 %)
  - Kerntechnische Hilfsdienst GmbH (92,2 %)
- Bundesgesellschaft für Endlagerung mbH (100 %)
  - BGE TECHNOLOGY GmbH (100 %)
- Gesellschaft für Anlagen- und Reaktorsicherheit gGmbH (46,16 %)
- Zukunft – Umwelt – Gesellschaft (ZUG) gGmbH (100 %)

## Bundesminister seit 1986
| Nr.                                                                                 | Name                                                         | Lebensdaten                                                  | Partei                                                       | Beginn der Amtszeit                                          | Ende der Amtszeit                                            | Kabinett(e)                                                  |
| Bundesminister für Umwelt, Naturschutz und Reaktorsicherheit                        | Bundesminister für Umwelt, Naturschutz und Reaktorsicherheit | Bundesminister für Umwelt, Naturschutz und Reaktorsicherheit | Bundesminister für Umwelt, Naturschutz und Reaktorsicherheit | Bundesminister für Umwelt, Naturschutz und Reaktorsicherheit | Bundesminister für Umwelt, Naturschutz und Reaktorsicherheit | Bundesminister für Umwelt, Naturschutz und Reaktorsicherheit |
| ----------------------------------------------------------------------------------- | ------------------------------------------------------------ | ------------------------------------------------------------ | ------------------------------------------------------------ | ------------------------------------------------------------ | ------------------------------------------------------------ | ------------------------------------------------------------ |
| 1                                                                                   | Walter Wallmann                                              | 1932–2013                                                    | CDU                                                          | 6. Juni 1986                                                 | 22. April 1987                                               | Kohl II Kohl III                                             |
| 2                                                                                   | Klaus Töpfer                                                 | 1938–2024                                                    | CDU                                                          | 7. Mai 1987                                                  | 17. November 1994                                            | Kohl III Kohl IV                                             |
| 3                                                                                   | Angela Merkel                                                | * 1954                                                       | CDU                                                          | 17. November 1994                                            | 27. Oktober 1998                                             | Kohl V                                                       |
| 4                                                                                   | Jürgen Trittin                                               | * 1954                                                       | Grüne                                                        | 27. Oktober 1998                                             | 22. November 2005                                            | Schröder I Schröder II                                       |
| 5                                                                                   | Sigmar Gabriel                                               | * 1959                                                       | SPD                                                          | 22. November 2005                                            | 28. Oktober 2009                                             | Merkel I                                                     |
| 6                                                                                   | Norbert Röttgen                                              | * 1965                                                       | CDU                                                          | 28. Oktober 2009                                             | 22. Mai 2012                                                 | Merkel II                                                    |
| 7                                                                                   | Peter Altmaier                                               | * 1958                                                       | CDU                                                          | 22. Mai 2012                                                 | 17. Dezember 2013                                            | Merkel II                                                    |
| Bundesministerin für Umwelt, Naturschutz, Bau und Reaktorsicherheit                 |                                                              |                                                              |                                                              |                                                              |                                                              |                                                              |
| 8                                                                                   | Barbara Hendricks                                            | * 1952                                                       | SPD                                                          | 17. Dezember 2013                                            | 14. März 2018                                                | Merkel III                                                   |
| Bundesministerin für Umwelt, Naturschutz und nukleare Sicherheit                    |                                                              |                                                              |                                                              |                                                              |                                                              |                                                              |
| 9                                                                                   | Svenja Schulze                                               | * 1968                                                       | SPD                                                          | 14. März 2018                                                | 8. Dezember 2021                                             | Merkel IV                                                    |
| Bundesministerin für Umwelt, Naturschutz, nukleare Sicherheit und Verbraucherschutz |                                                              |                                                              |                                                              |                                                              |                                                              |                                                              |
| 10                                                                                  | Steffi Lemke                                                 | * 1968                                                       | Grüne                                                        | 8. Dezember 2021                                             | 6. Mai 2025                                                  | Scholz                                                       |
| Bundesminister für Umwelt, Klimaschutz, Naturschutz und nukleare Sicherheit         |                                                              |                                                              |                                                              |                                                              |                                                              |                                                              |
| 11                                                                                  | Carsten Schneider                                            | * 1976                                                       | SPD                                                          | 6. Mai 2025                                                  | im Amt                                                       | Merz                                                         |

## DDR-Umweltminister 1971–1990
| Nr.                                                                 | Name                                           | Lebensdaten                                    | Partei                                         | Beginn der Amtszeit                            | Ende der Amtszeit                              |
| Minister für Umweltschutz und Wasserwirtschaft                      | Minister für Umweltschutz und Wasserwirtschaft | Minister für Umweltschutz und Wasserwirtschaft | Minister für Umweltschutz und Wasserwirtschaft | Minister für Umweltschutz und Wasserwirtschaft | Minister für Umweltschutz und Wasserwirtschaft |
| ------------------------------------------------------------------- | ---------------------------------------------- | ---------------------------------------------- | ---------------------------------------------- | ---------------------------------------------- | ---------------------------------------------- |
| 1                                                                   | Werner Titel                                   | 1931–1971                                      | DBD                                            | 29. November 1971                              | 25. Dezember 1971                              |
| 2                                                                   | Hans Reichelt                                  | 1925–2025                                      | DBD                                            | 25. Dezember 1971                              | 11. Januar 1990                                |
| 3                                                                   | Peter Diederich                                | 1938–2015                                      | DBD                                            | 11. Januar 1990                                | 12. April 1990                                 |
| Minister für Umwelt- und Naturschutz, Reaktorsicherheit und Energie |                                                |                                                |                                                |                                                |                                                |
| 4                                                                   | Karl-Hermann Steinberg                         | 1941–2021                                      | CDU                                            | 12. April 1990                                 | 2. Oktober 1990                                |

## Parlamentarische Staatssekretäre
- 1987–1991: Martin Grüner (FDP)
- 1987–1991: Wolfgang Gröbl (CSU)
- 1991: Bernd Schmidbauer (CDU)
- 1991–1993: Paul Laufs (CDU)
- 1991–1994: Bertram Wieczorek (CDU)
- 1994–1998: Ulrich Klinkert (CDU)
- 1994–1998: Walter Hirche (FDP)
- 1998–2002: Gila Altmann (Grüne)
- 1998–2005: Simone Probst (Grüne)
- 2002–2005: Margareta Wolf (Grüne)
- 2005–2009: Astrid Klug (SPD)
- 2005–2009: Michael Müller (SPD)
- 2009–2013: Katherina Reiche (CDU)
- 2009–2013: Ursula Heinen-Esser (CDU)
- 2013–2021: Florian Pronold (SPD)
- 2013–2021: Rita Schwarzelühr-Sutter (SPD)
- 2021–2024: Christian Kühn (Grüne)
- 2021–2025: Bettina Hoffmann (Grüne)
- 2024–2025: Jan-Niclas Gesenhues (Grüne)
- seit 2025: Carsten Träger (SPD)
- seit 2025: Rita Schwarzelühr-Sutter (SPD)

## Beamtete Staatssekretäre
- 1987–1995: Clemens Stroetmann (CDU)
- 1995–1998: Erhard Jauck
- 1998–2005: Rainer Baake (Grüne)
- 2005–2009: Matthias Machnig (SPD)
- 2009–2013: Jürgen Becker (CDU)
- 2013–2021: Jochen Flasbarth (SPD)
- 2014–2018: Gunther Adler (SPD)
- 2021–2025: Christiane Rohleder (Grüne)
- 2021–2025: Stefan Tidow (Grüne)
- seit 2025: Jochen Flasbarth (SPD)

## Dienstsitze des BMUKN

### Bonn
In Bonn residiert das BMUKN am Robert-Schuman-Platz 3, mitten im früheren Regierungsviertel. Dort stehen auch Gebäude des ehemaligen Bundespostministeriums, welche teilweise vom BMUKN genutzt werden. Unter einem dieser Gebäude befindet sich ein, mittlerweile außer Betrieb genommener, Atombunker. Das BMUKN ist im westlichen und im südlichen Teil des Gebäudekomplexes untergebracht. Der östliche Teil wird vom BIBB, dem Bundesinstitut für Berufsbildung belegt. Die nördlich befindlichen Pavillons nutzen ebenfalls Bereiche des BIBB und das Streitkräfteamt der Bundeswehr, einen ausgegliederten Teil vom Bundesministerium der Verteidigung.

### Berlin
In Berlin bezog das Ministerium, nachdem es nach dem Berlin/Bonn-Gesetz hier eine Dienststelle einzurichten hatte, 1999 mehrere Etagen im Haus der Elektroindustrie am Alexanderplatz. Jedoch wurde in der Stresemannstraße 130, mehr zu den übrigen Ministerien hin, ein Neubau vorgesehen. Dessen Planungen und die Ausführung stammen von den Geier Maass Pleuser Architekten, das Richtfest konnte am 25. September 2008 gefeiert werden. Am 6. Juni 2011 erfolgte der offizielle Umzug in die Liegenschaften Stresemannstraße 128–130 in Berlin-Mitte und Köthener Straße 2–3 (Park Kolonnaden) in Berlin-Kreuzberg. In der Nachbarschaft des modernen Gebäudes sind dauerhaft einige Elemente der Berliner Mauer erhalten. Diese bemalten Mauerelemente stehen allerdings nicht auf ihren historischen Plätzen. Da das Gebäude des heutigen BMU die zweitreihige Grenzbebauung war, waren dort auf den Mauerelementen keine Graffiti zu sehen, die Elemente waren weiß. Das benachbarte, bereits früher für Verwaltungen genutzte Gebäude wurde saniert und in den BMUKN-Komplex einbezogen. In Berlin sind einige Räumlichkeiten des Ministeriums für die Öffentlichkeit zugänglich. Nach der Bundestagswahl 2013 wurde die Abteilung Bau vom Bundesverkehrsministerium dem Bundesumweltministerium angegliedert. Die Mitarbeiter dieser Abteilung arbeiten in der Liegenschaft Krausenstraße 17–18 in Berlin.
Wegen der wachsenden Aufgabenbereiche und der damit verbundenen größeren Zahl an Mitarbeitern ist ein Ergänzungsbau geplant, der sich unmittelbar an das denkmalgeschützte Gebäude entlang der Stresemannstraße anschließen soll. Dazu hatte das Bundesamt für Bauwesen und Raumordnung (BBR) im Jahr 2019 einen Planungswettbewerb organisiert, den das Architekturbüro JSWD Architekten (Köln) mit RMP Stephan Lenzen Landschaftsarchitekten (Bonn) sowie C.F. Møller Architects mit C.F. Møller Landscape (Aarhus, Dänemark) gewannen. Aus der 2. Wettbewerbsphase ging das Büro C.F. Møller Architects als Sieger hervor.
Der Neubau soll etwa 30.000 Quadratmeter Nutzfläche bieten, auf der neben Büros auch eine Kantine, ein Konferenzzentrum sowie ein Medien- und Informationszentrum für das Ministerium entstehen. Weitere Nutzungen durch andere Ministerien und durch das Berliner Abgeordnetenhaus sind denkbar. Im Januar 2020 wurden die Entwürfe im BBR, Straße des 17. Juni 112, öffentlich ausgestellt.

## Publikationen
Zu besonderen Ereignissen und Themenschwerpunkten werden kostenlose Broschüren publiziert, die in Papierform und im Internet zur Verfügung stehen. Für die Bildung werden Hefte, häufig in mehreren Sprachen, aufgelegt.